# Bulbophyllum chlorascens
Bulbophyllum chlorascens är en orkidéart som beskrevs av Johannes Jacobus Smith. Bulbophyllum chlorascens ingår i släktet Bulbophyllum och familjen orkidéer.
Artens utbredningsområde är Sumatera. Inga underarter finns listade i Catalogue of Life.